# Lista chorążych reprezentacji Uzbekistanu na igrzyskach olimpijskich
Lista chorążych reprezentacji Uzbekistanu na igrzyskach olimpijskich – lista zawodników i zawodniczek reprezentacji Uzbekistanu, którzy podczas ceremonii otwarcia nowożytnych igrzysk olimpijskich nieśli flagę Uzbekistanu.

## Chronologiczna lista chorążych
| Lp. | Rok i miejsce        | Chorąży                    | Dyscyplina            |
| --- | -------------------- | -------------------------- | --------------------- |
| 1   | 1994, Lillehammer    | Sergey Brener              | Narciarstwo dowolne   |
| 2   | 1996, Atlanta        | Temur Ibragimov            | Boks                  |
| 3   | 1998, Nagano         | Komil Urunbayev            | Narciarstwo alpejskie |
| 4   | 2000, Sydney         | Mukhammad Kadyr Abdullayev | Boks                  |
| 5   | 2002, Salt Lake City | Komil Urunbayev            | Narciarstwo alpejskie |
| 6   | 2004, Ateny          | Abdullo Tangriyev          | Judo                  |
| 7   | 2006, Turyn          | Kayrat Ermetov             | Narciarstwo alpejskie |
| 8   | 2008, Pekin          | Dilshod Makhmudov          | Boks                  |
| 9   | 2010, Vancouver      | Oleg Shamayev              | Narciarstwo alpejskie |
| 10  | 2012, Londyn         | Elshod Rasulov             | Boks                  |
| 11  | 2014, Soczi          | Kseniya Grigoreva          | Narciarstwo alpejskie |
| 12  | 2016, Rio            | Bahodir Jalolov            | Boks                  |
| 13  | 2018, Pjongczang     | Komiljon Tukhtaev          | Narciarstwo alpejskie |
| 14  | 2020, Tokio          | Oksana Chusovitina         | Gimnastyka            |
| 14  | 2020, Tokio          | Bobo-Usmon Baturov         | Boks                  |